# INTENTION
株式會社INTENTION（日语：株式会社インテンション）是總部位於日本東京都澀谷區代代木的聲優經紀公司。2009年成立。

## 概要
聲優鈴村健一離開原事務所ARTSVISION後，與過去擔任其經紀人的桑原敦共同設立INTENTION，並自2012年5月1日開始營運。公司名稱與鈴村的首張單曲「INTENTION」相同。
最初為鈴村的個人事務所，自2014年開始有其他聲優加入。
2014年起每年一次定期舉辦INTENTION WORKSHOP的徵選會，而2017年加入該事務所的川井田夏海是以徵選會方式通過的第一人。

## 所屬藝人
- 鈴村健一（代表董事）
- 東山奈央（2014年5月1日加入[5]，原屬ARTSVISION）
- 中谷一博（2017年6月1日加入，原屬SuperShark（日语：スーパーシャークエンターテイメント））
- 川井田夏海（2017年9月15日加入）
- 石毛翔彌（2019年10月7日加入，原屬Stardust Promotion）
- 內田修一（2020年1月31日加入）
- 唯野朱里（2020年4月1日加入）
- 朝井彩加（2020年8月1日加入，原屬東映攝影所（日语：東映東京撮影所）[6]）
- 中村悠一（2020年10月1日加入，原屬Sigma Seven[7]）
- 阿部菜摘子（2021年7月21日加入）
- 內田雄馬 （2023年1月5日加入，原屬 I'm Enterprise）
- 遠藤綾 （2025年3月31日加入，原屬 Office PAC）

## 過往所屬藝人
- 櫻井孝宏（2023年3月31日離所，現為自由身[8]）

## 外部連結
- 株式會社INTENTION公式官網 （日語）